# 西牛頓 (明尼蘇達州)
西牛頓（英語：West Newton）是位於美國明尼蘇達州尼科萊特縣西牛頓鎮區的一個鬼鎮。

## 歷史
西牛頓的郵局於1852年設立，其後於1910年停運。此地得名自後來移民到肯塔基州的定居者詹姆斯·牛頓（James Newton）。

## 地理
西牛頓所處的海拔為高於海平面307米（即1007英呎），而該地所採用的時區為UTC-6，即北美中部時區（CST）。同時該地設有夏令時間，為UTC-6調快一小時，即UTC-5（CDT）。